# USS William C. Miller (DE-259)
USS William C. Miller (DE-259) là một tàu hộ tống khu trục lớp Evarts được Hải quân Hoa Kỳ chế tạo trong Chiến tranh Thế giới thứ hai. Nó là chiếc tàu chiến duy nhất của Hải quân Mỹ được đặt theo tên thủy thủ William Cicero Miller (1919-1941), phục vụ cùng Liên đội Tuần tiễu VS-6 như xạ thủ súng máy đuôi Douglas SBD Dauntless trên tàu sân bay Enterprise (CV-6), và đã tử trận trong vụ tấn công Trân Châu Cảng ngày 7 tháng 12, 1941. Nó đã phục vụ cho đến khi chiến tranh kết thúc, xuất biên chế vào ngày 17 tháng 12, 1945 và xóa đăng bạ vào ngày 8 tháng 1, 1946. Con tàu bị bán để tháo dỡ vào ngày 10 tháng 4, 1947. William C. Miller được tặng thưởng bảy Ngôi sao Chiến trận do thành tích phục vụ trong Thế Chiến II.

## Thiết kế và chế tạo
Những chiếc thuộc lớp tàu khu trục Evarts có chiều dài chung 289 ft 5 in (88,21 m), mạn tàu rộng 35 ft 1 in (10,69 m) và độ sâu mớn nước khi đầy tải là 8 ft 3 in (2,51 m). Chúng có trọng lượng choán nước tiêu chuẩn 1.140 tấn Anh (1.160 t); và lên đến 1.430 tấn Anh (1.450 t) khi đầy tải. Hệ thống động lực bao gồm bốn động cơ diesel General Motors Kiểu 16-278A nối với bốn máy phát điện để vận hành hai trục chân vịt; công suất 6.000 hp (4.500 kW) cho phép đạt được tốc độ tối đa 21 kn (24 mph; 39 km/h), và có dự trữ hành trình 4.150 nmi (4.780 mi; 7.690 km) khi di chuyển ở vận tốc đường trường 12 kn (14 mph; 22 km/h).
Vũ khí trang bị bao gồm ba pháo 3 in (76 mm)/50 cal trên tháp pháo nòng đơn có thể đối hạm hoặc phòng không, một khẩu đội 1,1 inch/75 caliber bốn nòng và chín pháo phòng không Oerlikon 20 mm. Vũ khí chống ngầm bao gồm một dàn súng cối chống tàu ngầm Hedgehog Mk. 10 (có 24 nòng và mang theo 144 quả đạn); hai đường ray Mk. 9 và tám máy phóng K3 Mk. 6 để thả mìn sâu.
William C. Miller được đặt lườn tại Xưởng hải quân Boston ở Boston, Massachusetts vào ngày 10 tháng 1, 1943. Nó được hạ thủy vào ngày 22 tháng 2, 1943; được đỡ đầu bởi bà Melvin B. Miller, mẹ thủy thủ Miller, và nhập biên chế vào ngày 2 tháng 7, 1943 dưới quyền chỉ huy của Hạm trưởng, Thiếu tá Hải quân Frederick C. Storey.

## Lịch sử hoạt động

### 1943
William C. Miller rời xưởng tàu vào ngày 19 tháng 7, 1943 để đi sang khu vực Bermuda, nơi nó tiến hành chạy thử máy và huấn luyện. Sau khi hoàn tất và quay trở về Boston để sửa chữa sau thử máy, nó ở lại xưởng tàu cho đến ngày 27 tháng 8, khi nó lên đường hướng đến vùng kênh đào Panama. Sau khi vượt qua kênh đào từ ngày 1 đến ngày 3 tháng 9, con tàu đi đến San Diego, California vào ngày 12 tháng 9, rồi chuyển đến San Francisco, California vào ngày 15 tháng 9. Chín ngày sau đó, nó lên đường đi sang khu vực quần đảo Hawaii trong thành phần hộ tống cho Đoàn tàu 4796. Nó quay trở lại vùng bờ Tây ngay sau đó, để rồi lại khởi hành từ San Francisco vào ngày 19 tháng 10, hướng sang khu vực quần đảo Gilbert để tham gia Chiến dịch Galvanic.
Trong thành phần Đội đặc nhiệm 54.9 trực thuộc Đệ Ngũ hạm đội, William C. Miller hộ tống các tàu chiến thuộc lực lượng đồn trú Tarawa và tuần tra tại khu vực ngoài khơi bãi đổ bộ cho đến đầu tháng 12. Sau đó nó tuần tra canh phòng lối ra vào vũng biển Tarawa cho đến giữa tháng 12 trước khi rời khu vực Gilbert vào ngày 24 tháng 12 để quay trở lại khu vực Hawaii.

### 1944
Về đến Trân Châu Cảng vào ngày 30 tháng 12, 1943, William C. Miller được bảo trì cặp bên mạn tàu tiếp liệu khu trục Black Hawk (AD-9), và tiếp tục ở lại vùng biển Hawaii cho đến tháng 2, 1944. Trong suốt năm tiếp theo, nó hoạt động hộ tống vận tải, tuần tra, bảo vệ và tìm-diệt tàu ngầm. Con tàu đã tham gia các chiến dịch chiếm đóng Kwajalein và Majuro từ ngày 29 tháng 1 đến ngày 8 tháng 2; chiếm đóng Eniwetok từ ngày 17 tháng 2 đến ngày 2 tháng 3; chiếm đóng Saipan từ ngày 26 tháng 6 đến ngày 10 tháng 8; và chiếm đóng Tinian từ ngày 24 tháng 7 đến ngày 10 tháng 8.
Lúc 21 giờ 20 phút ngày 13 tháng 7, một máy bay tuần tra phát hiện một tàu ngầm Nhật Bản đang lặn xuống tại một vị trí cách Saipan khoảng 78 mi (126 km), và đã báo cáo vị trí của mục tiêu. William C. Miller đã cùng các tàu chiến khác của đội tìm-diệt tàu ngầm, do tàu vận chuyển cao tốc Gilmer (APD-11) đảm trách vai trò soái hạm, đã thay đổi hướng đi để hướng đến địa điểm nghi ngờ. Họ đến nơi lúc 00 giờ 22 phút vào ngày hôm sau và bắt đầu truy lùng đối phương. Bảy giờ sau đó, William C. Miller bắt được tín hiệu sonar của mục tiêu ở khoảng cách 1.700 yd (1.600 m), nó tiếp cận mục tiêu với tốc độ 15 kn (28 km/h) và tấn công một loạt 13 quả mìn sâu lúc 07 giờ 26 phút, nhưng không có kết quả. Chiếc tàu hộ tống tách xa ra và tiếp tục tấn công một loạt 13 quả mìn thứ hai lúc 07 giờ 52 phút.
Loạt tấn công thứ hai này dường như mang lại kết quả mong muốn. Lúc 08 giờ 04 phút, William C. Miller ghi nhận những mảnh gỗ trồi lên mặt nước ở khoảng cách 500 yd (460 m) trước mũi tàu chếch bên mạn phải; một phút sau đó, một vụ nổ dưới nước lớn và kéo dài được ghi nhận với cường độ khoảng gấp ba lần vụ nổ một quả mìn sâu. Sau đó là một khối bọt khí lớn trồi lên mặt nước với đường kính đến 50 yd (46 m). Đến 08 giờ 06 phút, con tàu thả thêm một loạt 13 quả mìn thứ ba ngay trên vị trí chiếc tàu ngầm bị đắm nhằm chắn chắn đã tiêu diệt được mục tiêu. Nó tiếp cận mảng dầu loang và mảnh vỡ, thả một xuồng máy để thu thập mẫu và điều tra tung tích con tàu đối phương. Họ thu được những mảnh vật liệu bần cách nhiệt, các mảnh gỗ lót sàn, mủ thủy thủ Nhật lót lông thú, chứng tỏ các quả mìn đã phá vỡ thân chiếc tàu ngầm đối phương. Vị trí con tàu đắm ở tọa độ khoảng 15°18′B 144°26′Đ / 15,3°B 144,433°Đ.
Hải quân Hoa Kỳ chính thức ghi nhận William C. Miller đã đánh chìm được tàu ngầm I-6; tuy nhiên đây có thể là một sự nhầm lẫn. Hồi cứu tài liệu của Hải quân Nhật Bản sau chiến tranh cho thấy nhiều khả năng nạn nhân của William C. Miller có thể là tàu ngầm I-55, vì I-6 đã bị đắm do tai nạn va chạm với tàu chở hàng Toyokawa Maru vào ngày 16 tháng 6, 1944.
Sau khi kết thúc chiến dịch đổ bộ tại Tinian, William C. Miller hộ tống cho tàu tuần dương hạng nặng Indianapolis (CA-35) rời hòn đảo này vào ngày 21 tháng 8, ghé qua Eniwetok thuộc quần đảo Marshall ba ngày sau đó trước khi tiếp tục hành trình quay về quần đảo Hawaii, đi đến Trân Châu Cảng vào ngày 2 tháng 9. Nó quay trở lại Eniwetok vào cuối tháng 10, rồi chuyển đến Ulithi thuộc quần đảo Caroline để hộ tống một đoàn tàu vận tải đi Eniwetok vào ngày 5 tháng 11. Đến nơi năm ngày sau đó, nó lại lên đường vào ngày 13 tháng 11 tiếp tục hộ tống một đoàn tàu quay về quần đảo Hawaii, đi đến Trân Châu Cảng vào ngày 24 tháng 11. Con tàu được sửa chữa tại Xưởng hải quân Trân Châu Cảng cho đến hết năm 1944.

### 1945
Khởi hành từ Trân Châu Cảng vào ngày 6 tháng 2, 1945 trong thành phần Đơn vị Đặc nhiệm 51.6.2, William C. Miller tham gia vào cuộc đổ bộ lên Iwo Jima từ ngày 23 tháng 2 đến ngày 16 tháng 3. Sau khi kết thúc chiến dịch, nó đi ngang qua Guam và Eniwetok để quay trở về Trân Châu Cảng vào đầu tháng 4. Con tàu tiếp tục quay về vùng bờ Tây và ở lại San Francisco, sau đó là San Diego, cho đến ngày 13 tháng 6, khi nó cùng tàu hộ tống khu trục Cabana (DE-260) lên đường đi sang quần đảo Hawaii. Sau khi đi đến Trân Châu Cảng vào ngày 19 tháng 6, nó hộ tống một đoàn tàu vận tải đi Eniwetok, đến nơi vào ngày 6 tháng 7. Nó lại ra khơi hộ tống các đơn vị thuộc Đệ Tam hạm đội trong các chiến dịch không kích xuống các đảo chính quốc Nhật Bản, và tiếp tục vai trò này cho đến ngày 15 tháng 8, khi Nhật Bản chấp nhận đầu hàng chấm dứt cuộc chiến tranh.
Đi đến Ulithi vào ngày 19 tháng 8, William C. Miller lại tiếp tục lên đường hướng sang Nhật Bản trong thành phần lực lượng chiếm đóng. Nó đi đến vịnh Tokyo vào ngày 26 tháng 8, và vẫn có mặt tại đây khi chứng kiến lễ ký kết văn kiện đầu hàng trên thiết giáp hạm Missouri (BB-63) vào ngày 2 tháng 9. Nó lên đường quay trở về Hoa Kỳ vào cuối tháng 9, đi ngang qua Ulithi, Eniwetok và Trân Châu Cảng, và về đến San Francisco vào ngày 17 tháng 10.
William C. Miller được cho xuất biên chế tại Xưởng hải quân Mare Island vào ngày 21 tháng 12, 1945; và tên nó được cho rút khỏi danh sách Đăng bạ Hải quân vào ngày 8 tháng 1, 1946. Con tàu bị bán để tháo dỡ vào ngày 10 tháng 4, 1947; và việc tháo dỡ hoàn tất vào ngày 19 tháng 11, 1947.

## Phần thưởng[2]
|  |                                         |  |
|  | Silver star · Bronze star · Bronze star |  |

| Dãi băng Hoạt động Tác chiến (truy tặng) |                                                                         |                                                                         |                                      |
| Huân chương Chiến dịch Hoa Kỳ            | Huân chương Chiến dịch Châu Á-Thái Bình Dương với 7 Ngôi sao Chiến trận | Huân chương Chiến dịch Châu Á-Thái Bình Dương với 7 Ngôi sao Chiến trận | Huân chương Chiến thắng Thế Chiến II |